# Carl von Lemcke
Carl von Lemcke, född den 26 augusti 1831 i Schwerin, död den 7 april 1913 i München, var en tysk estetiker.
Lemcke beklädde lärarplatser i estetik, litteratur- och konsthistoria i Heidelberg, Amsterdam, Aachen och Stuttgart samt var 1898–1901 direktor för tavelgalleriet i sistnämnda stad. Lemcke gjorde sig särskilt känd genom en Æsthetik in gemeinverständlichen Vorträgen (1865, 6:e upplagan 1890; svensk översättning "Populär estetik", 1868) samt genom några konstnärsmonografier (i Dohmes Kunst und Künstler, 1877–1878). Dessutom utgav han dikter och romaner under pseudonymen Karl Manno.